# 몽펠리에 제1대학교
몽펠리에 제1대학교(프랑스어: Université Montpellier 1)는 프랑스 몽펠리에에 위치한 공립 대학으로 몽펠리에 대학교 시스템에 속해 있다. 법학, 경제학, 경영학, 의학, 약학, 치의학, 스포츠·운동과학, 기술학 등 7개 학부와 경영대학원 등 9개 대학원으로 구성되어 있다.

## 같이 보기
- 몽펠리에 대학교
- 몽펠리에 제2대학교
- 폴발레리 몽펠리에 제3대학교